# 하쓰시마역
하쓰시마역(일본어: 初島駅, はつしまえき)은 일본 와카야마현 아리다시에 있는, 서일본 여객철도의 철도역이다. 기세이 본선이 지나가며, 기노쿠니 선 소속 열차들을 이용할 수 있다.

## 역 구조
섬식 1면 2선 구조의 지상역이다. 역사는 선로 동쪽에 있으며, 승강장과는 과선교로 이어져 있다.
고보역이 관리하며, 역 업무는 JR 서일본 메인텍이 대신 하고 있다.

### 승강장
| 1 | ■ 기노쿠니 선 | 고보 · 시라하마 · 신구 방면 |
| 2 | ■ 기노쿠니 선 | 와카야마 · 덴노지 방면      |

## 역세권 정보
- 국도 제42호선
- 아리다시청 하쓰시마 출장소

## 역사
- 1938년 12월 15일 - 일본국유철도 기세이사이 선의 시모쓰역 ~ 미노시마역 사이에 새로이 개업하였다.
- 1987년 4월 1일 - 민영화에 따라 서일본 여객철도의 소속이 되었다.

## 인접역
| 서일본 여객철도 기세이 본선 | 서일본 여객철도 기세이 본선 | 서일본 여객철도 기세이 본선 |
| --------------------------- | --------------------------- | --------------------------- |
| 미노시마 신구 방면          | ■ 기노쿠니 선 보통          | 시모쓰 와카야마 방면        |